# Rolnictwo w Zimbabwe

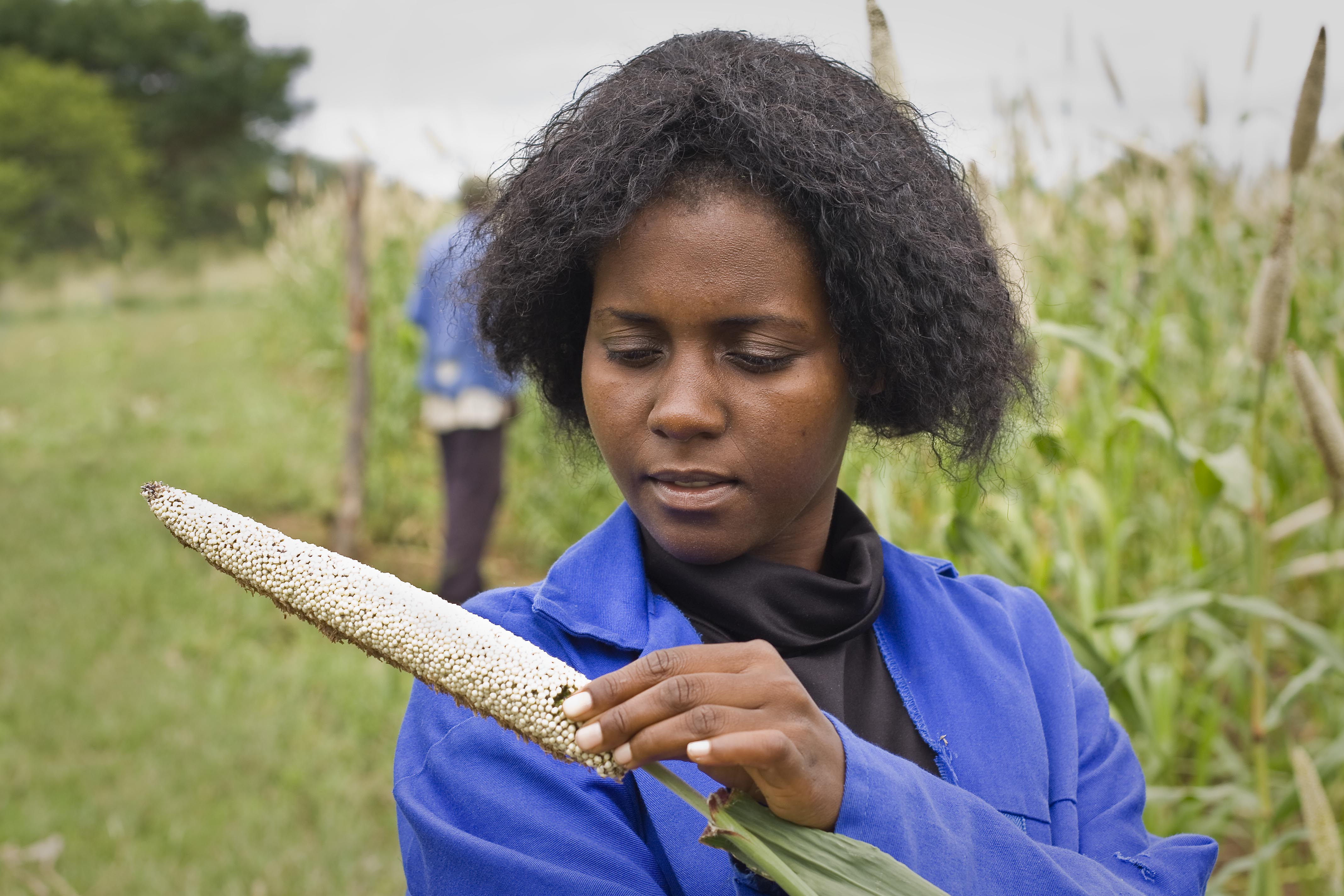
Zbiór prosa w Zimbabwe

Rolnictwo w Zimbabwe – dział gospodarki Zimbabwe.

## Czynniki fizycznogeograficzne

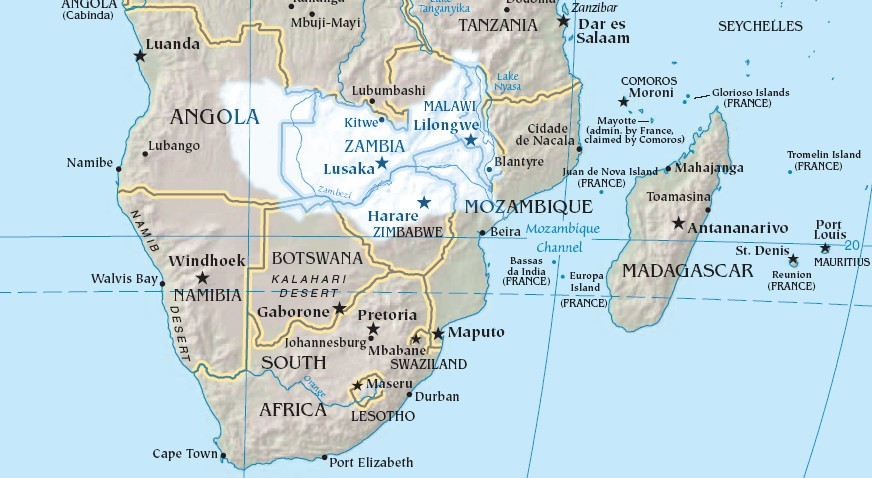
Zlewnia Zambezi

### Agroklimat
Zimbabwe znajduje się według podziału Okonowicza w strefie Afrykańsko-madagaskarskiej.
Okres wegetacyjny w Zimbabwe trwa cały rok. Najchłodniejszym miesiącem jest lipiec, natomiast najcieplejszym jest styczeń. Roczna amplituda temperatur jest niewielka – zimą temperatura średnia wynosi od 12 do 24 °C, natomiast latem 20–26 °C. Temperatura minimalna nie spada poniżej 5 °C, podczas gdy maksymalna jest nie wyższa niż 35 °C. Wysoka temperatura w połączeniu z dużym nasłonecznieniem stwarza korzystne warunki do rozwoju biomasy. Duży wpływ na klimat Zimbabwe ma Prąd Mozambicki.

### Hydrologia
Zimbabwe leży w zlewisku Oceanu Indyjskiego. Największymi rzekami kraju są Zambezi (rzeka graniczna), Limpopo, Shangani, Save i Lundt. Stan rzek zależy od pory roku. Latem (grudzień-styczeń) występuje pora deszczowa, natomiast zimą (czerwiec-lipiec) pora sucha. W 1959 zbudowano tamę piętrzącą jezioro Kariba.

## Historia
W 1894 biała ludność wyznaczyła na terenach mniej żyznych rezerwaty dla ludności czarnej. W latach 1896–1897 Brytyjska Kompania Afryki Południowej tłumi powstania. W 1923 Rodezja Południowa uzyskuje tytuł samorządnej kolonii. W 1930 nastąpiła reforma rolna umacniająca władzę białych nad ziemią. W 1964 od Rodezji odłączają się Malawi i Zambia rządzone przez czarną ludność. W 1965 Ian Smith jednogłośnie proklamuje niepodległość Rodezji. W 1972 zaczęły się ataki czarnoskórej ludności na białych farmerów. Ataki te przerodziły się w wojnę domową. W 1980 doszło do porozumienia, jeden z przywódców rebeliantów Robert Mugabe został premierem. Rząd przystępuje do reformy rolnej. Od 1990 Robert Mugabe przekazuje ziemię białych farmerów w ręce czarnych bezrolnych chłopów. Początkowo biali farmerzy otrzymywali odszkodowania za utracony majątek.
W 2000 r. prezydent Zimbabwe Robert Mugabe przegrał referendum. O porażkę obwinił białych farmerów, którzy mieli agitować swoich pracowników. Afrykański Narodowy Związek Zimbabwe – Front Patriotyczny (ZANU-PF) rozpoczął okupację farm należących do białych. Zamordowano 10 białych farmerów i ich 27 czarnych pracowników. Wydarzenia te spowodowały katastrofalny spadek produkcji pszenicy i pogłowia bydła. Mugabe przy okazji zreformował rolnictwo poprzez rozparcelowanie farm pomiędzy czarnych mieszkańców. Dodatkowo w tym czasie w Zimbabwe nastąpiła susza. Spowodowało to załamanie rolnictwa oraz głód.

## Produkcja

### Produkcja roślinna

#### Zboża
Zbożem mającym największy udział w zbiorach w Zimbabwe jest kukurydza, której w 2010 zebrano 1192,4 tys. ton. Pozostałe zboża mają mniejsze znaczenie. W 2010 ich zbiory wyniosły: sorgo 73,675 tys. ton, jęczmień zwyczajny 67 tys. ton, proso 51 tys. ton i pszenica 41,8 tys. ton.

#### Rośliny cukrodajne i przemysłowe
Największy udział w zbiorach w Zimbabwe ma trzcina cukrowa, której w 2010 zebrano 3,1 mln ton.

## Problemy rolnictwa
Dużym problemem Zimbabwe jest zła agropolityka. Brak aktów własności oraz chaos powoduje degenerację rolnictwa.